# کره‌سنی
کره سنی‌ها (به انگلیسی: KORA-SONNI) (به ترکی: Küresünni) یک گروه قومی از اقوام ترک تبار، ساکن ایران (استان آذربایجان غربی) و کشور ترکیه (وان) هستند. «گیره سونها از ایل چپنی یکی از ۲۴ قبیله اغوز بودند که تعدادی از آن‌ها بعد از اسلام به آناتولی آمده بودند و نام چپنی‌ها قبل از اسلام در کتیبه‌های کول تیقین و ینی سئی و بعد از اسلام در دیوان لغات‌الترک محمود کاشغری و جامع التواریخ فضل‌الله همدانی و شجره تراکمه قاضی بهادرخان همراه با شکل طمغا و مهره‌هایشان آمده‌است»

## موقعیت جغرافیایی
ترک‌های کره سنی در حال حاضر ساکن دو کشور همسایه و نزدیک به هم ترکیه و ایران هستند. زبان این اقوام درگذشته با تغییر و تحولات زیادی همراه بوده‌است و بخشی از آن‌ها امروزه کرد زبان شده‌اند. ترک‌های کره سنی در بخش‌های مختلف آذربایجان غربی ساکن هستند و به دو گروه اصلی منشعب می‌شوند. کره سنی‌های جنوب خوی و سلماس که در روستاهای مختلف ساکن هستند و به زبان ترکی آذربایجانی صحبت می‌کنند. روستاهای سیلاب (سیلاو)، یزدکان و استران و … از جمله این روستاها هستند. گروه دیگر کره سنی‌ها در شهرستان ارومیه بخش انزل روستاهای قولنجی، کهریز، گل تپه وحماملار در اورمیه بالو گجین و سایر زندگی می‌کنند.
بعضی از طوایف کره سنی در دهستان کره‌سنی بخش مرکزی شهرستان سلماس یکجانشین شده‌اند. ۱۷ شهر و روستا در اطراف سلماس، ۱۴ روستا و ۱ شهر در اطراف خوی و بیش از۲۰روستا در اطراف ارومیه و در سه روستای چالدران کره‌سنی‌نشین هستند.
از شهرهای مهم کره‌سنی‌نشین می‌توان به شهرهای سیلاب (سلاو) مرکزمحال کوره سونلی [[]] اشاره کرد که هر کدام به ترتیب در شهرستان‌های سلماس و خوی واقع شده‌اند.